# Diestramima vietnamensis
Diestramima vietnamensis är en insektsart som beskrevs av Andrej Vasiljevitj Gorochov 1998. Diestramima vietnamensis ingår i släktet Diestramima och familjen grottvårtbitare.

## Underarter
Arten delas in i följande underarter:
- D. v. vietnamensis
- D. v. saturata